# Chris Jack
Christopher Raymond Jack (* 5. September 1978 in Christchurch) ist ein neuseeländischer Rugby-Union-Spieler auf der Position des Zweite-Reihe-Stürmers. Er ist 2,02 m groß und wiegt 112 kg.

## Karriere
Jack spielt seit 2007 für die Saracens in der englischen Premiership Rugby. Vorher spielte er in Neuseeland für Canterbury und die Tasman Makos im Air New Zealand Cup, für die Crusaders in der Super 14 (ehemals Super 12) und international für die All Blacks. Sein Länderspiel-Debüt gab er gegen Argentinien am 23. Juni 2001 in seiner Heimatstadt Christchurch. Mit seiner Größe und Athletik hat er sich seitdem als Stammspieler bei den All Blacks etabliert und gilt heute als einer der besten Zweite-Reihe-Stürmer der Welt.
Am 7. Juni 2006 wurde verlautet, dass Jack einen Zweijahresvertrag mit den neugeformten Tasman Rugby Union unterzeichnete. Trotzdem gab er bekannt, dass er nach der Rugby-Union-Weltmeisterschaft 2007 zur englischen Premiership-Mannschaft Saracens wechseln wird. Dort spielt auch der Verbinder Glen Jackson, der ebenfalls Neuseeländer ist. Am Ende der Saison 2008/09 wird er nach Neuseeland zurückkehren und wieder für die Crusaders und die Tasman Rugby Union spielen. Zuvor wird er allerdings in Südafrika für die Western Province im Currie Cup aktiv sein.
Im Jahr 2002 wurde er zum neuseeländischer Rugby-Spieler des Jahres gewählt.